# Park Narodowy Cerro El Copey-Jóvito Villalba
Park Narodowy Cerro El Copey-Jóvito Villalba (hiszp. Parque nacional Cerro El Copey-Jóvito Villalba) – park narodowy w Wenezueli położony w stanie Nueva Esparta. Został utworzony 27 lutego 1974 roku i zajmuje obszar 71,3 km². Na zachód od niego znajduje się Park Narodowy Laguna de La Restinga. 

## Opis
Park znajduje się we wschodniej części wyspy Margarita na Morzu Karaibskim. Obejmuje najwyższe wzniesienia na wyspie o wysokości do 930 m n.p.m. (szczyt Cerro San Juan). W dolnej części parku dominują lasy suche, wyżej występują tropikalne wilgotne lasy górskie i łąki. Znajduje się tu jedyne stałe źródło wody pitnej na wyspie. Park otoczony jest pustynnymi równinami. Występuje tu wiele gatunków endemicznych flory i fauny.
Temperatury w parku wahają się od +18 °C do +24 °C.

## Flora
W dolnej części parku rosną m.in.: Bursera simaruba, Tabebuia billbergii, Croton xanthochloros, Aspidosperma vargasii, Monteverdia karstenii, Coccoloba coronata, Machaerium robiniifolium, Neea anisophylla. Wyżej występują narażony na wyginięcie (VU) Tabebuia chrysantha, a także m.in.: Myrcianthes compressa, Margaritaria nobilis, Guapira olfersiana, Nectandra coriacea, Dendropanax arboreus, Eutherpe karsteniana, Bactris setulosa, Chrysobalanus icaco, Clidemia hirta i Macleania nitida.
W parku rosną takie gatunki endemiczne dla Karaibów jak np.: Coccothrinax barbadense, Blakea monticola, Inga macrantha, Mikania johnstonii, Epidendrum johnstonii, Croton margaritensis i Clerodendrum margaritense.

## Fauna
W parku występuje 31 gatunków ssaków. Żyją tu cztery podgatunki ssaków endemiczne dla wyspy Margarita: Sciurus granatensis nesaeus, Sylvilagus floridanus margaritae, Odocoileus virginianus margaritae i Cebus apella margaritae. 
Na terenie parku odnotowano 67 gatunków ptaków.Tylko tutaj żyje podgatunek kusacza czerwononogiego – Crypturellus erythropus margaritae. Występują tu też podgatunki ptaków endemiczne dla wyspy Margarita jak np.: Glaucidium brasilianum margaritae, Synallaxis albescens nesiotis, Aratinga pertinax margaritensis, Icterus nigrogularis helioeides, Amazilia tobaci aliciae i Xiphorhynchus guttatus margaritae. 
Z gadów i płazów endemicznymi dla wyspy są m.in.: Drymarchon corais margaritae i Leptotyphlops albifrons margaritae.